# Resolutie 97 Veiligheidsraad Verenigde Naties
Resolutie 97 van de Veiligheidsraad van de Verenigde Naties was de eerste resolutie van de VN-Veiligheidsraad in 1952.

## Achtergrond
In 1947 was middels resolutie 18 een commissie opgericht door de Veiligheidsraad in verband met wapenbeheersing, ontwapening en controle daarop.

## Inhoud
De Veiligheidsraad besloot, gezien de aanbeveling in paragraaf °2 van resolutie 502 van de Algemene Vergadering van 11 januari, de Commissie voor Conventionele Bewapening op te heffen.

## Verwante resoluties
- Resolutie 502 Algemene Vergadering Verenigde Naties
- Resolutie 18 Veiligheidsraad Verenigde Naties (oprichting)
- Resolutie 68 Veiligheidsraad Verenigde Naties
- Resolutie 79 Veiligheidsraad Verenigde Naties

Lijst ·  97 ·  98